# Филетоле (Прато)
Филетоле је насеље у Италији у округу Прато, региону Тоскана.
Према процени из 2011. у насељу је живело 79 становника. Насеље се налази на надморској висини од 145 м.